# Lago di Comabbio

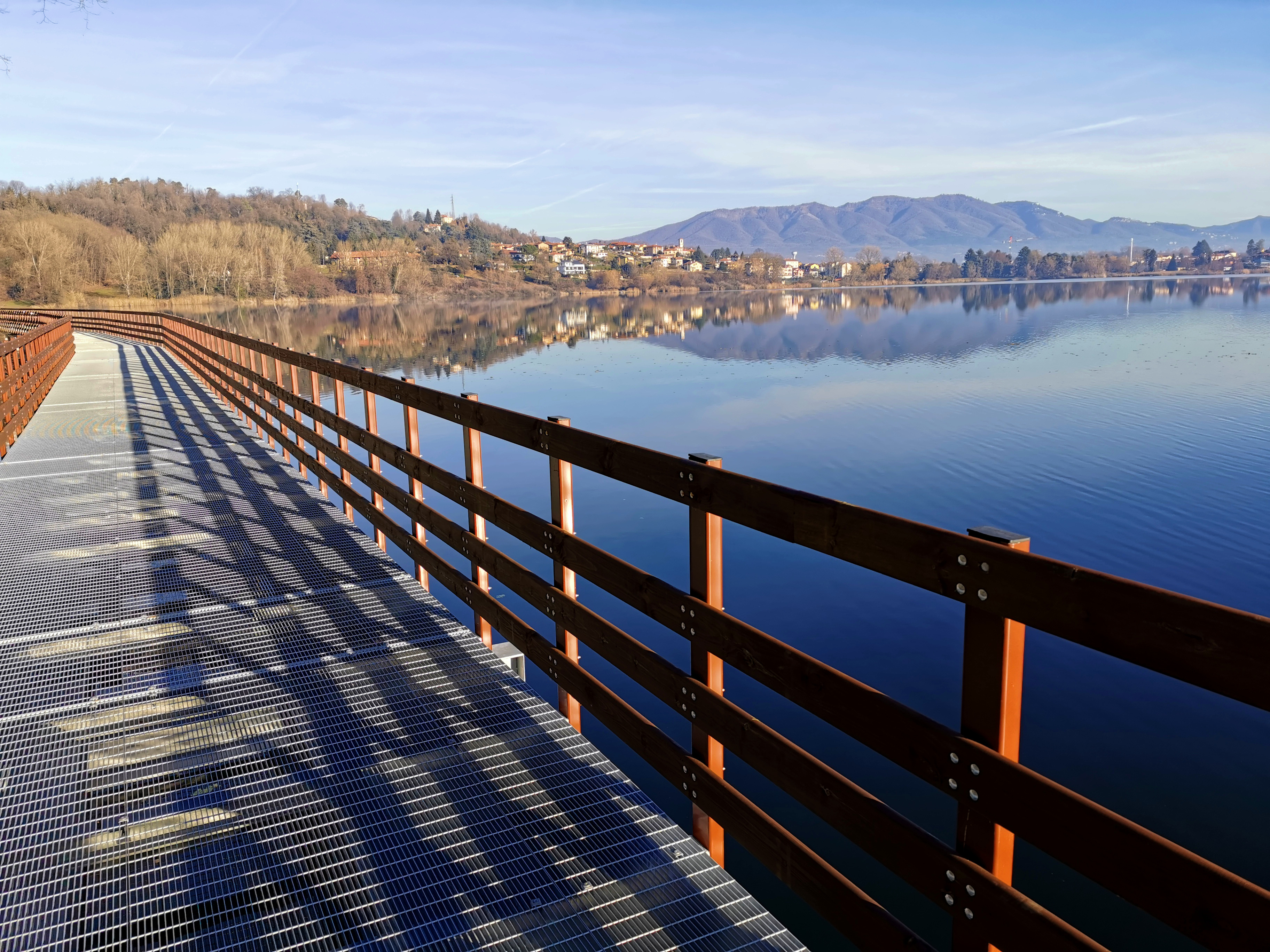
Passerella sul lago di Comabbio, presso Ternate

Il lago di Comabbio (in lombardo lagh de Cumabi) è un lago di origine glaciale in provincia di Varese. Si trova tra il lago Maggiore e il lago di Varese.
Cinque sono i comuni che si affacciano sulle rive del lago: Ternate, Varano Borghi, Vergiate, Mercallo e Comabbio. Il lago ha una superficie di circa 3,4 chilometri quadrati ed una profondità massima di 7,7 metri. È lungo 3,6 chilometri e largo 1,4 chilometri, ha uno sviluppo costiero di 9 chilometri.

## Geografia
Il lago di Comabbio si trova in una conca naturale delimitata a Ovest dal massiccio del Monte Pelada e Monte Calvo, a est dal Monte San Giacomo e a nord-est da un leggero falsopiano, intervallato da piccole e basse colline, che collega la sponda ternatese alla sponda biandronnese che si affaccia sul Lago di Varese.
Dal punto di vista floristico è un'oasi naturalistica ricca di piante rare, soprattutto galleggianti. 
È alimentato da alcune sorgenti e da piccoli torrenti, quindi non risultano immissari ed emissari di particolar rilievo.
Un tempo, il lago era collegato al lago di Varese con il quale formava un unico grande bacino; ora i due laghi sono collegati mediante un canale artificiale : il canal Brabbia che attraversa l'omonima palude.
Attualmente il lago è considerato, soprattutto per motivi naturali e a causa della sua bassa profondità, eutrofico. Rappresenta, infatti, in modo evidente, quel processo evolutivo irreversibile che porterà i laghi prealpini ad un grado di trofia e di interramento sempre maggiori.
Dal punto di vista naturalistico offre una ricca varietà di specie faunistiche e floreali, grazie anche al divieto di utilizzare barche a motore. Una caratteristica di questo lago è sempre stata la sua pescosità (luccio, lucioperca, persico sole, scardola, carpa, tinca e anguilla) mentre la sponda meridionale, meglio nota come baia di Corgeno, è anche zona di rifugio e nidificazione di molte specie di uccelli acquatici e di anatre.
A causa delle sue ridotte dimensioni, d'inverno ghiaccia molto facilmente trasformandosi in una grande pista di pattinaggio.
Si dice che molto tempo fa, circa nel 2000 a.C., il lago di Comabbio e il Lago di Monate fossero uniti. Ciò potrebbe essere la risposta alle numerose falde acquifere sotterranee che si trovano tutt'oggi ad alimentare principalmente il Lago di Monate.

## Storia
Sulla sponda orientale in località Corgeno, nell'area naturale del Parco del Ticino, si trova buona parte di quell'area del lago che viene chiamata la palude di Mercallo; si tratta di una zona in cui è documentata la presenza di antiche popolazioni chiamate Corogennates, vocabolo di derivazione celtica. Nello spazio d'acqua molto paludoso di fronte a Corgeno furono rinvenuti gli unici insediamenti palafitticoli di tutto il lago risalenti all'età del bronzo.
Il Lago di Comabbio, come gli altri laghi varesini, venne acquistato dal vescovo Biglia nel 1652, venduto poi nel 1779 ai Litta Visconti di Arese e infine ai Borghi, industriali tessili varesini che nel 1819 impiantarono una grande tessitura a Varano. 
Da diversi anni è vietata la navigazione a motore sul lago, il quale nel 2022 ha ospitato la 70ª edizione dei Campionati Italiani di canottaggio a sedile fisso organizzati dalla Canottieri Corgeno. Il lago è circondato da una pista ciclopedonale di circa 12 km di lunghezza, nel tratto di Corgeno è possibile visionare sculture en plein air e installazioni architettoniche dell'artista locale Mario da Corgeno.